# Římskokatolická farnost Chroustovice
Římskokatolická farnost Chroustovice je územním společenstvím římských katolíků v rámci chrudimského vikariátu královéhradecké diecéze.

## O farnosti

### Historie
V Chroustovicích původně existoval dřevěný kostelík v prostoru hřbitova. Ten byl později ve 14. století přestavěn do kamenné gotické podoby. Tento kostel byl později zbořen a kostel nový byl postaven jako úplná novostavba v roce 1744. V roce 1942 byly z kostela zrekvírovány všechny zvony s výjimkou nejmenšího – umíráčku.

#### Přehled duchovních správců
- 1970 R.D. Josef Židek (farář)
- 2007–2009 R.D. Mgr. Jan Paseka (administrátor ex currendo z Chrasti)
- od r. 2009 R.D. Jaromír Bartoš (administrátor ex currendo z Hrochova Týnce)

### Současnost
Farnost je administrována ex currendo z Hrochova Týnce.
| Kostel                     | Místo             | Bohoslužba             | Bohoslužba             | Poznámka     |
| -------------------------- | ----------------- | ---------------------- | ---------------------- | ------------ |
| Kaple                      | Bor u Chroustovic | neslouží se pravidelně | neslouží se pravidelně | obecní kaple |
| Kaple sv. Jana Nepomuckého | Holešovice        | neslouží se pravidelně | neslouží se pravidelně | obecní kaple |
| Kostel sv. Jakuba Staršího | Chroustovice      | neděle                 | 9.30                   | farní kostel |
| Kaple                      | Turov             | neslouží se pravidelně | neslouží se pravidelně | obecní kaple |